# Должик (река)
Должик (укр. Довжик) — река на Украине, правый приток реки Большая Каменка (бассейн Северского Донца). Длина 26 км, площадь водосборного бассейна 169 км². Уклон 7,5 м/км. Долина асимметрична. Русло слабоизвилистое, шириной до 5 м. Используется на орошение. Сооруженное водохранилище для нужд орошения.
Речная система: Должик → Большая Каменка → Северский Донец → Дон.

## География
Берёт начало на территории города Свердловска. Протекает по территории Свердловского, Краснодонского районов Луганской области.

### Населённые пункты
- Свердловск (исток в городской черте)
- Комсомольский
- Курячье
- Дубовка
- Новоалександровка (устье на Большой Каменке в черте населённого пункта)